# Spilopodiella
Spilopodiella is een monotypisch geslacht van schimmels uit de familie Drepanopezizaceae. Het bevat alleen Spilopodiella arxii.